# Hunneberg
För den stratigrafiska referenspunkten, se Hunneberg (stratigrafisk referenspunkt).

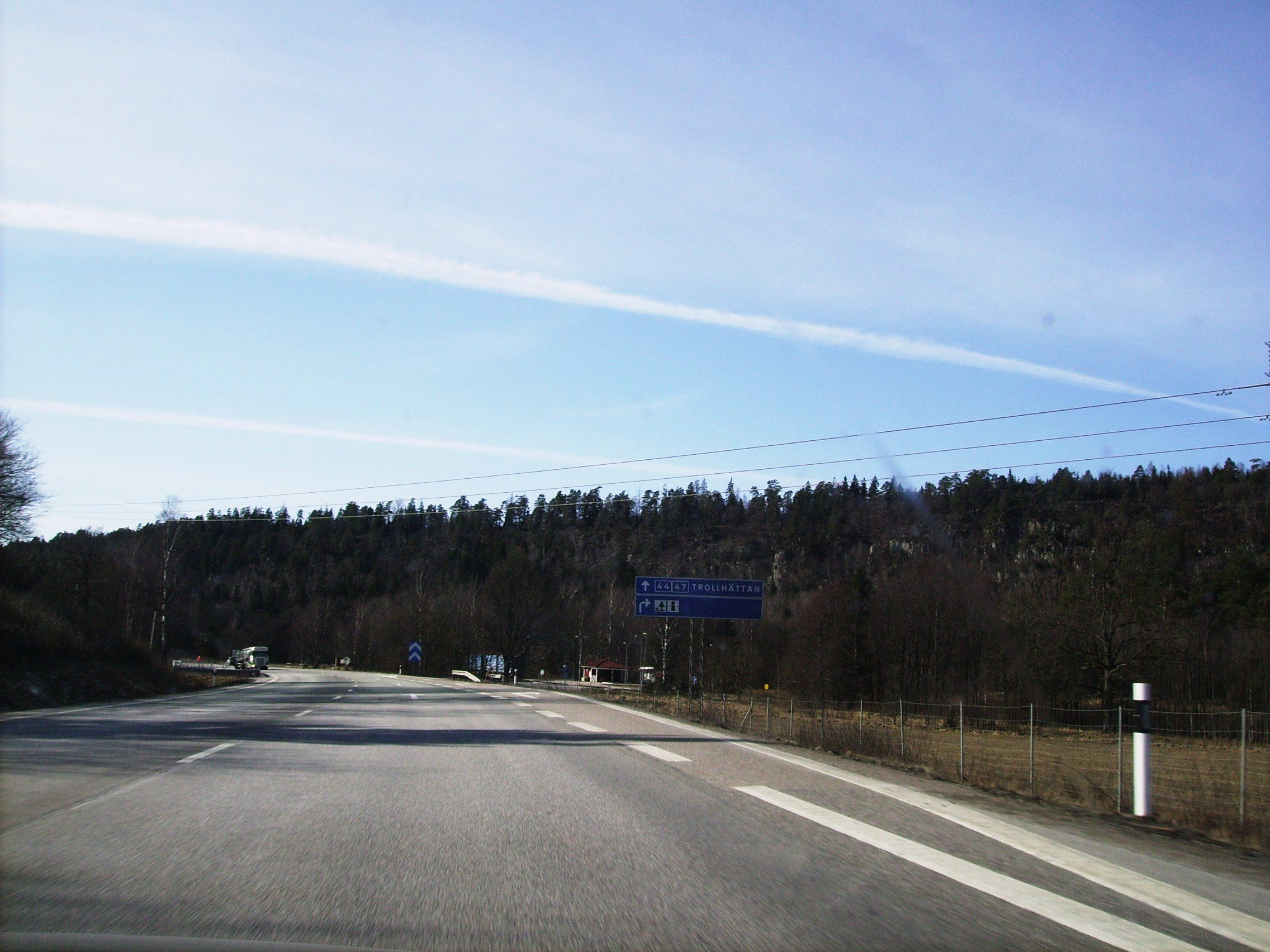
Hunneberg vid väg 44.

Hunneberg är ett platåberg beläget strax öster om Vänersborg och Trollhättan, jämte Vargön och Lilleskog. Precis väster om Hunneberg ligger Västra Tunhems kyrka. Sammanlagt är bergets yta cirka 70 kvadratkilometer mycket plan och näringsfattig mark täckt av myrar och skog. Berget är inte särskilt högt, 90 meter över den omgivande jordbruksmarken. Det befinner sig dock i ett annars mycket plant område av Sverige med Västgötaslätten i öster. Detta ger en vidunderlig utsikt. Berget reser sig hastigt upp och omges av lodräta rasbranter. Bredvid Hunneberg ligger det något mindre Halleberg (även detta ett platåberg).
Berget är sedan Magnus Erikssons landslag 1351 kunglig jaktmark. Rätten började dock utnyttjas först 1885 då den första Kungajakten ägde rum.
På bergen finns flera vandringsleder och det finns flera små sjöar och tjärnar som det går att fiska och bada i. Många av dem utgår från Bergagården på Hunneberg, där Kungajaktmuseet Älgens Berg finns.

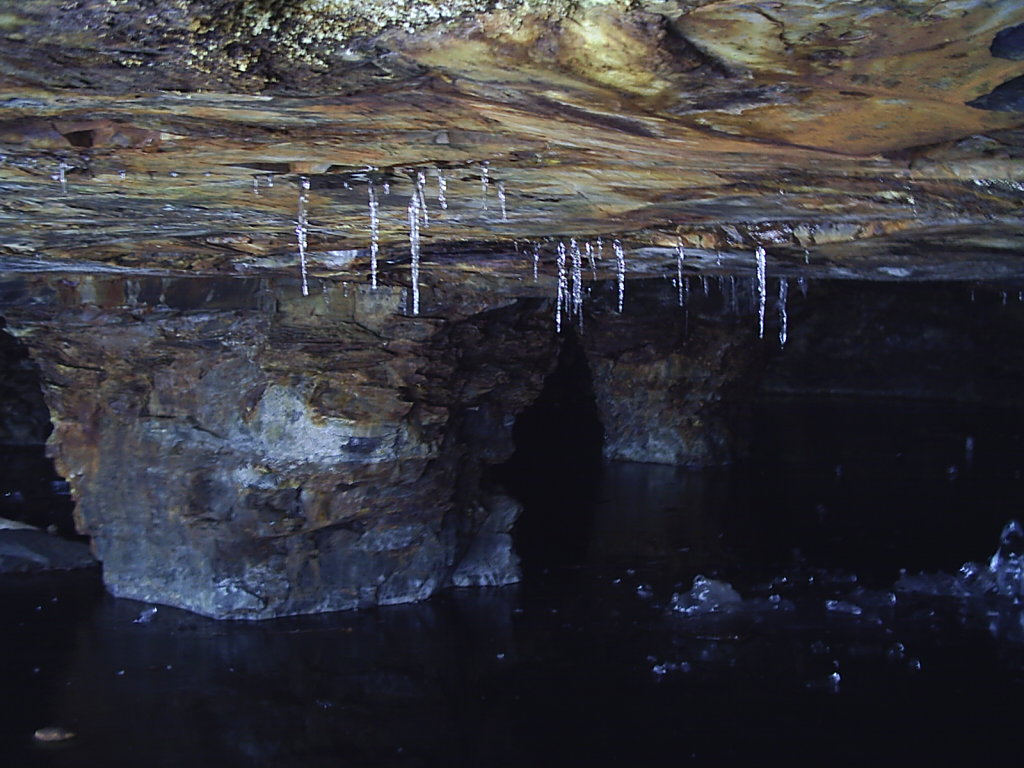
Grotta vid Västra Tunhems kyrka på Hunneberg, som tillkommit genom brytning av alunskiffer.

Utmed Hunnebergs fot finns det gamla grottor. Grottorna har tillkommit genom att befolkningen från 1700-talets andra hälft till 1950-talet har brutit alunskiffer ur vilken man har utvunnit kalk från orstenarna till jordbruket. Även rester av de ugnar som användes till bränningen av kalken finns kvar. Lättast att komma till dessa grottor och ugnar är att gå eller åka från Västra Tunhems kyrka mot Västra Tunhems prästgård vid Prästeklev.
På Hunneberg finns även en av två GSSP som finns placerade i Sverige.
På Hunneberg finns naturreservaten Halle- och Hunnebergs platåer, Halle- och Hunnebergs rasbranter, Öjemossarnas naturreservat och Grinnsjö domänreservat. Nedanför Hunneberg finns naturreservatet Tunhems ekhagar.